# 8. červen
8. červen je 159. den roku podle gregoriánského kalendáře (160. v přestupném roce). Do konce roku zbývá 206 dní. Svátek má Medard.

## Události

### Česko
- 1216 – sněm v Praze zrušil dosud platný tzv. stařešinský zákon z. doby Břetislava I. a zavedl právo primogenitury, tzn. právo prvorozeného syna panovníkova na trůn.
- 1860 – Při výbuchu metanu na Dole Františka na Brněnsku zahynulo 53 horníků.
- 1907 – Na Náměstí Svobody se otevřelo první stálé kino v Brně - Empire Bio s 323 sedadly.
- 1970 – Únos letadla ČSA: Skupina osmi lidí s dítětem přinutila posádku letu Karlovy Vary – Praha přistát v Norimberku; nikdo nebyl zraněn.
- 1972 – Únos letadla Slovair: Skupina 10 lidí ve snaze emigrovat do západního Německa zastřelila kapitána letadla (Ján Mičica) na trase Mariánské Lázně – Praha a druhého pilota donutila k přistání ve Weidenu.
- 1992 – Václav Havel pověřil Václava Klause, aby zahájil jednání s Vladimírem Mečiarem o sestavení nové federální vlády Československa.
- 1998 – Nad českobudějovickým sídlištěm Vltava se srazily dvě stíhačky MiG-21 a po pádu zranily několik lidí.

### Svět

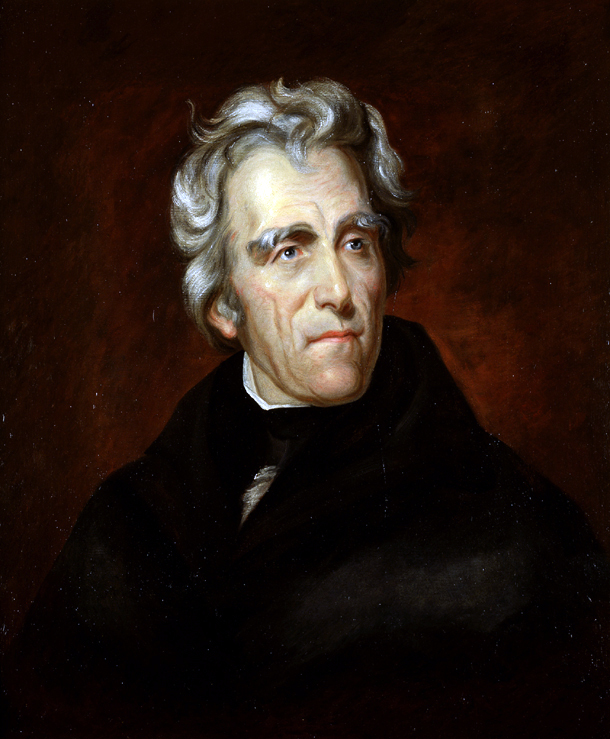
Andrew Jackson († 1845)

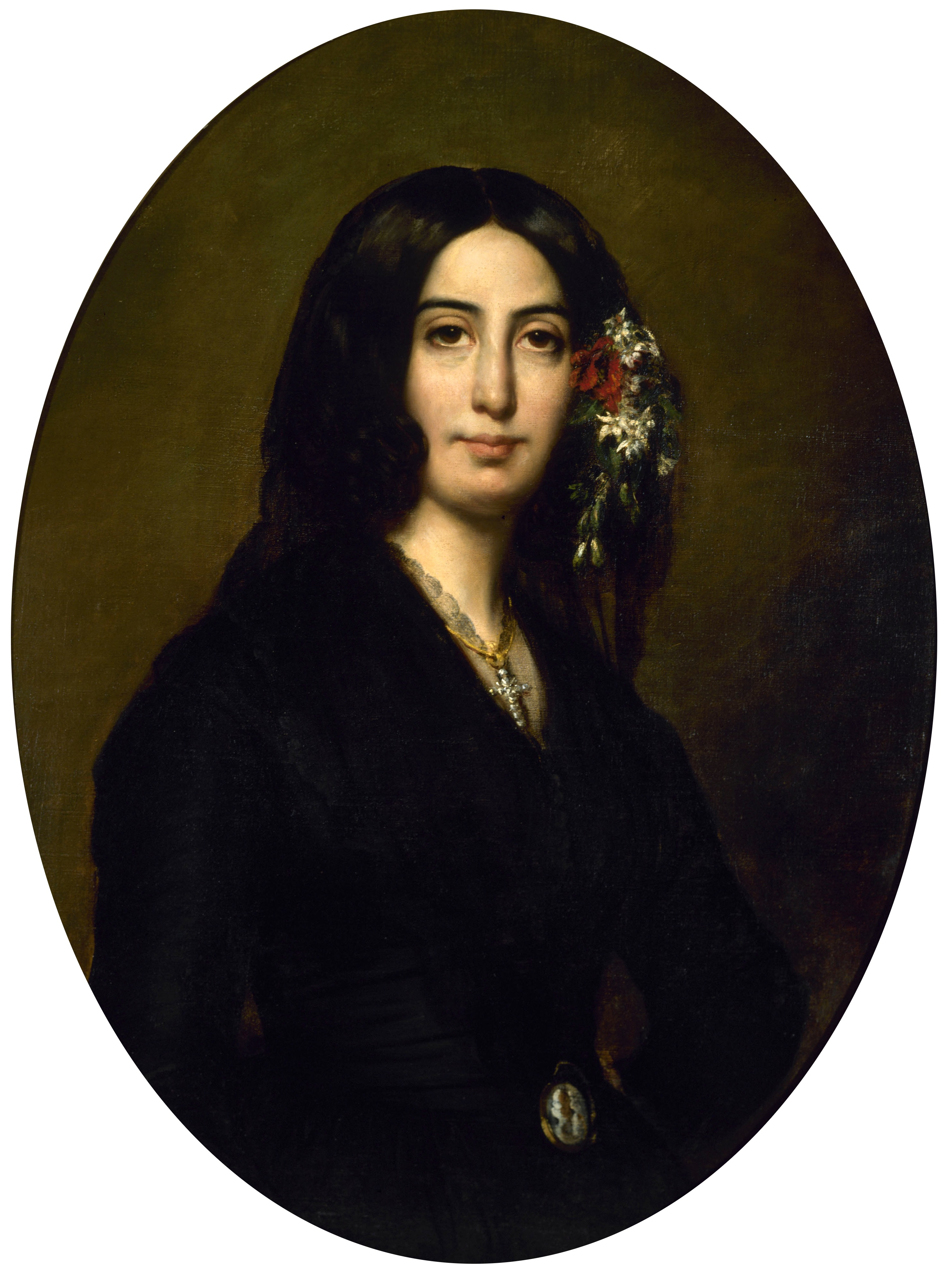
George Sandová († 1876)

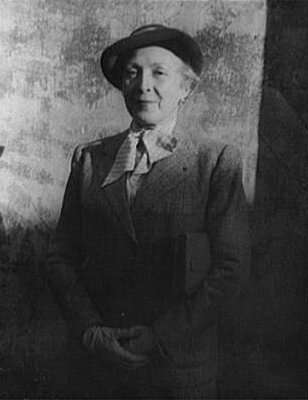
Marie Laurencin († 1956)

- 0793 – Vikingové vyplenili klášter Lindisfarne na severu Anglie, což znamenalo počátek vikinských nájezdů do západní Evropy.
- 0900 – Eduard I. Starší je v Kingstonu nad Temží korunován anglickým králem.
- 1042 – Na anglický trůn nastoupil po smrti Hardiknuta Eduard III. Vyznavač.
- 1783 – Začala gigantická osmiměsíční erupce islandského vulkánu Laki, která způsobila přímo i nepřímo (skrze následný hladomor) smrt čtvrtiny obyvatel ostrova a výrazné ochlazení na celé severní polokouli.
- 1815 – Na Vídeňském kongresu byl ustaven Německý spolek, volné sdružení 34 německých států a 4 svobodných měst.
- 1867 – Manželka Františka Josefa I. Alžběta Bavorská byla v Budíně korunována na uherskou královnu.
- 1924 – Britští horolezci George Mallory a Andrew Irvine zmizeli při pokusu o prvovýstup na Mount Everest. Malloryho tělo bylo nalezeno v roce 1999, část Irvineova těla až v září 2024.
- 1940 – Druhá světová válka, Operace Weserübung: Německé bitevní křižníky Scharnhorst a Gneisenau dostihly a potopily britskou letadlovou loď HMS Glorious a její doprovod.
- 1941 – Druhá světová válka: začala britská operace Exporter proti vichistům v Levantě. Bojů se účastnil i 11. československý pěší prapor.
- 1949 – Publikován román 1984 anglického spisovatele George Orwella.
- 1961 – V Yorské katedrále proběhla svatba prince Edward, vévody z Kentu a Katharine Worsley.
- 1989 – V Bratislavě byla vykonána poslední poprava v Československu. Popraven byl vrah Štefan Svitek.
- 2013 – V královské kapli Stockholmského paláce proběhla svatba švédské princezny Madeleine a britsko-amerického finančníka Christophera O'Neilla.

## Narození

### Česko

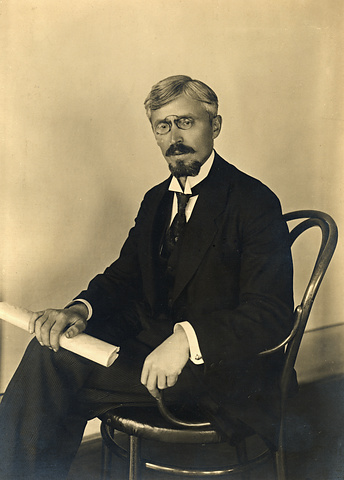
Edward Babák (* 1873; fyziolog)

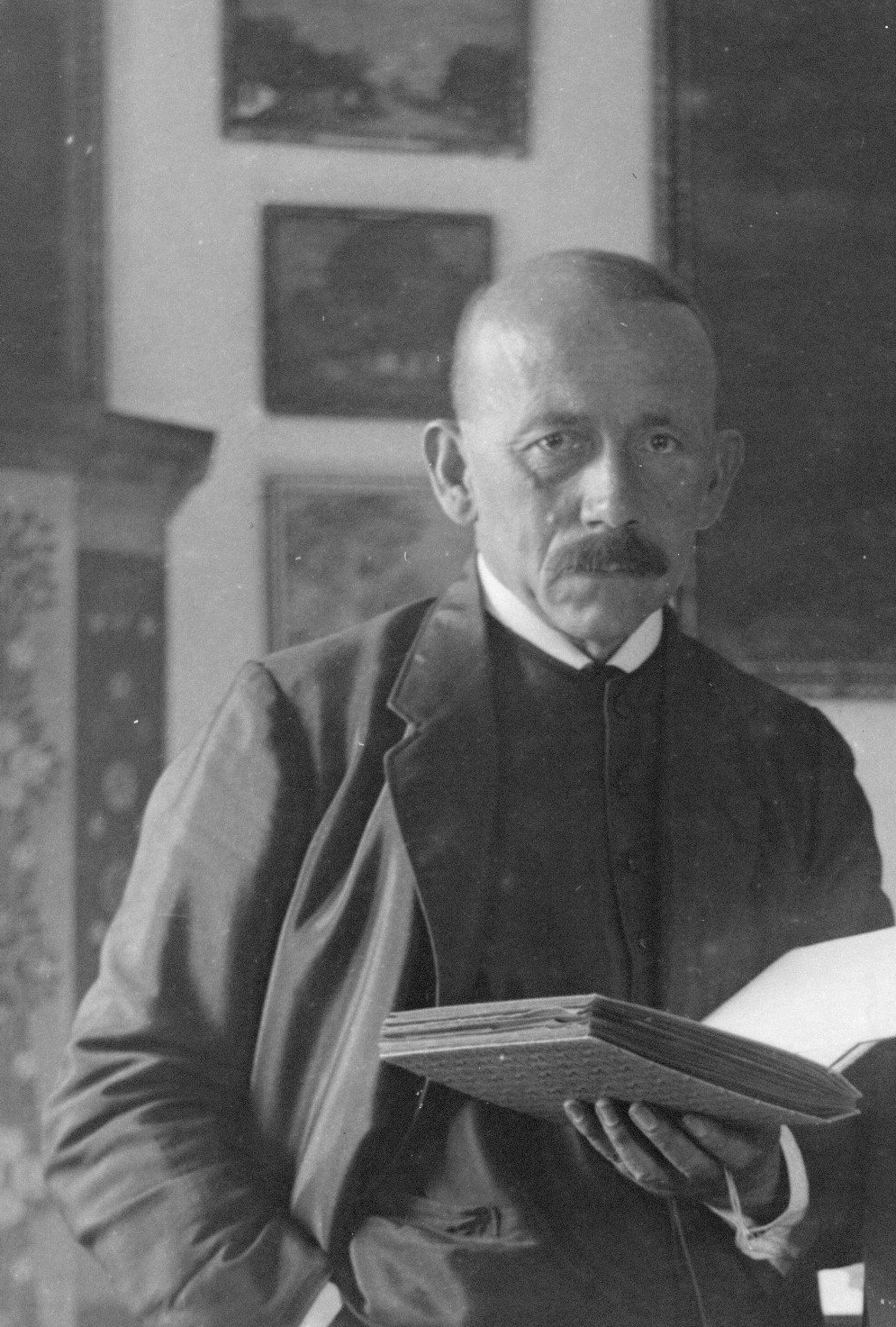
Jan Honsa (* 1876; malíř)

- 1734 – Jan Antonín Otto Minquitz z Minquitzburgu, olomoucký kanovník a rektor univerzity († 12. února 1812)
- 1797 – Václav Josef Rosenkranz, obrozenecký hudební skladatel († 3. prosince 1861)
- 1812 – Heinrich Wilhelm Ernst, moravský houslista († 8. října 1865)
- 1827 – Alois Gallat, dramatik a spisovatel († 7. září 1901)
- 1847 – Marie Horská-Kallmünzerová, herečka († 30. srpna 1917)
- 1873 – Edward Babák, fyziolog, rektor Masarykovy univerzity v Brně († 30. května 1926)
- 1876 – Jan Honsa, malíř a grafik († 9. září 1937)
- 1877 – Vojtěch Zapletal, kněz a hudební skladatel († 26. září 1957)
- 1884 – Ladislav Prokeš, šachový mistr († 9. ledna 1966)
- 1889 – Josef Lukl Hromádka, protestantský filozof a teolog († 26. prosince 1969)
- 1893
  - Miroslav Plesinger-Božinov, legionář a diplomat († 17. ledna 1963)
  - Marie Pujmanová, spisovatelka († 19. května 1958)
- 1894 – Ervín Schulhoff, německo-český hudební skladatel a klavírista († 18. srpna 1942)
- 1896 – Jaroslav Volf, kladenský kamenosochař († 6. dubna 1977)
- 1905 – Hana Klenková, autorka próz pro mládež i pro dospělé, překladatelka z angličtiny a publicistka († 8. listopadu 1992)
- 1907
  - Jaroslav Kožešník, předseda Československé akademie věd a politik († 26. června 1985)
  - Stanislav Vrbík, varhaník, hudební skladatel, spisovatel, básník a pedagog († 2. září 1987)
- 1922 – Petr Nevod, ekonom a spisovatel († 16. dubna 1989)
- 1923
  - Milan Klusák, diplomat, ministr kultury († 19. listopadu 1992)
  - Josef Vlach, houslista a dirigent († 17. října 1988)
- 1924 – Josef Bláha, herec († 6. prosince 1994)
- 1926 – Dušan Cvek, lékař a básník († 26. května 2013)
- 1927
  - Alena Málková-Vimrová, malířka a spisovatelka
  - Milan Smolka, ministr – předseda Výboru pro pošty a telekomunikace
  - Miloslav Jágr, průmyslový výtvarník a malíř († 23. srpna 1997)
- 1928 – Pavel Hanuš, spisovatel, dramatik, scenárista († 8. února 1991)
- 1935 – Vladimír Janovic, spisovatel-básník, překladatel, redaktor a pedagog
- 1938 – Zdena Palková, fonetička
- 1940
  - Jan Kratochvíl, režisér, herec, divadelní organizátor († 20. listopadu 2013)
  - Zdeněk Flídr, scenárista, režisér a producent
- 1943 – Vladimír Laštůvka, politik, člen disentu, signatář Charty 77  († 27. září 2018)
- 1945 – Hana Rysová, fotografka
- 1952 – Stanislav Devátý, advokát, disident, signatář Charty 77 a politik
- 1955 – Froso Tarasidu, česká zpěvačka řeckého původu
- 1956 – Marie Retková, rozhlasová a televizní moderátorka
- 1959 – Břetislav Horyna, filozof a religionista
- 1962 – Lukáš Vaculík, herec
- 1987 – Ben Cristovao, zpěvák
- 1989 – Kateřina Šafránková, atletka, kladivářka

### Svět

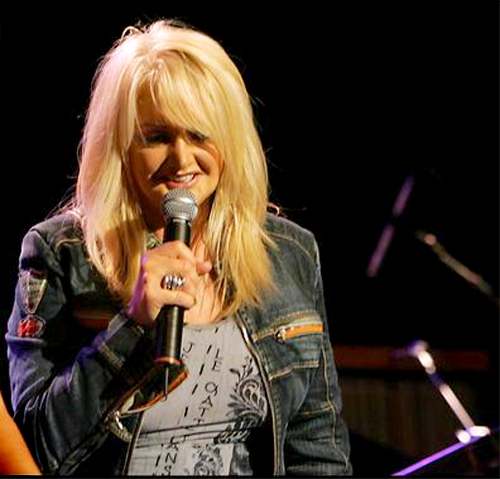
Bonnie Tyler (* 1951)

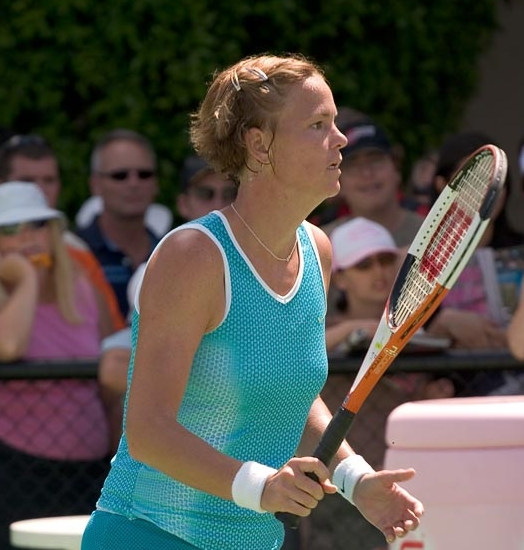
Lindsay Davenportová (* 1976)

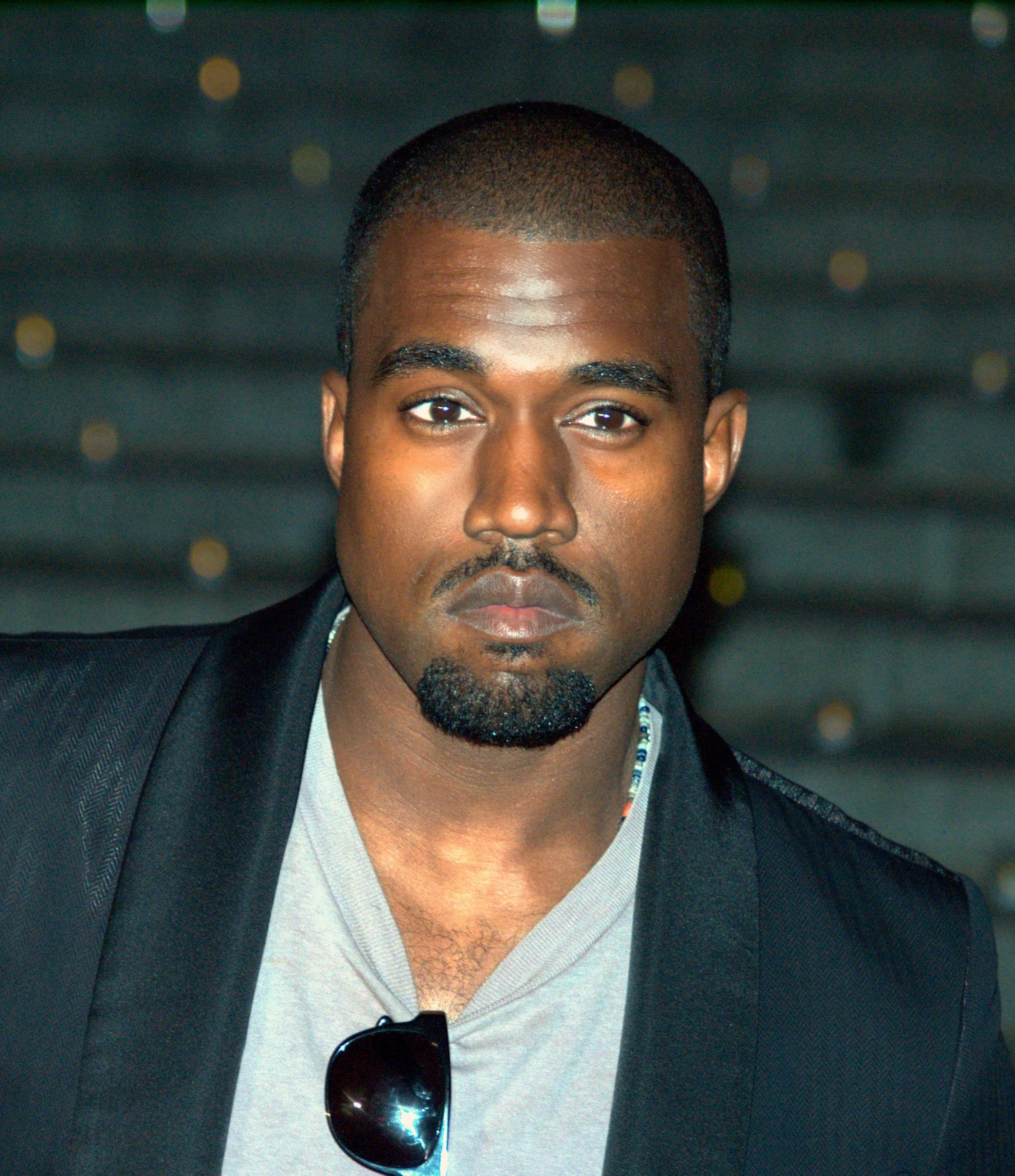
Kanye West (* 1977)

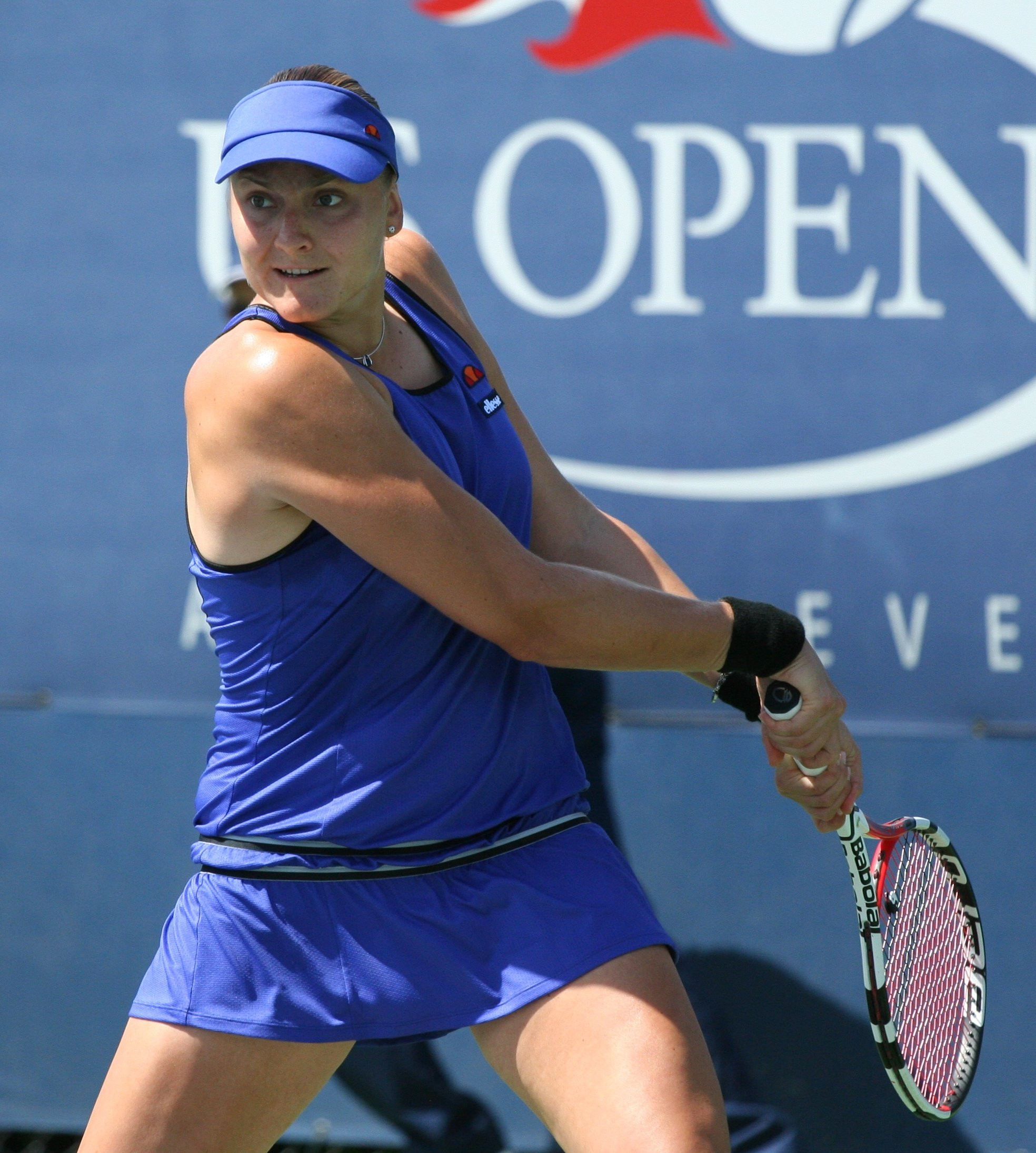
Naděžda Petrovová (* 1982)

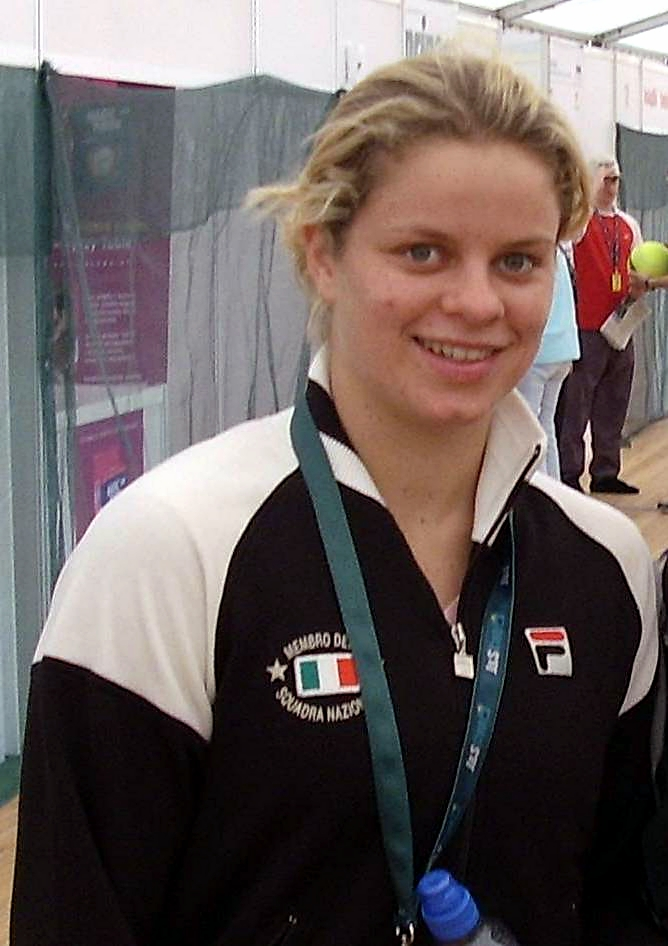
Kim Clijstersová (* 1983)

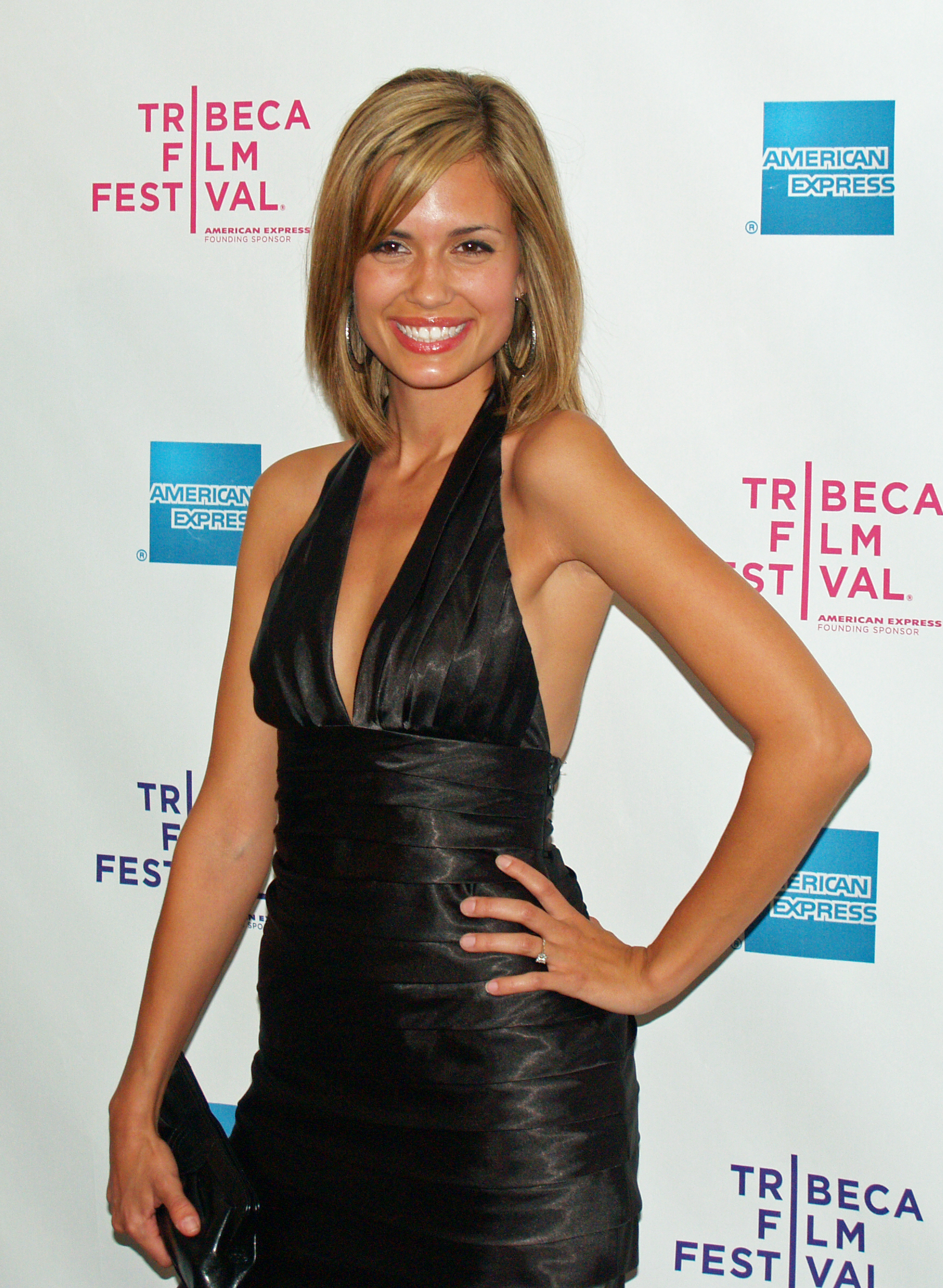
Torrey DeVitto (* 1984)

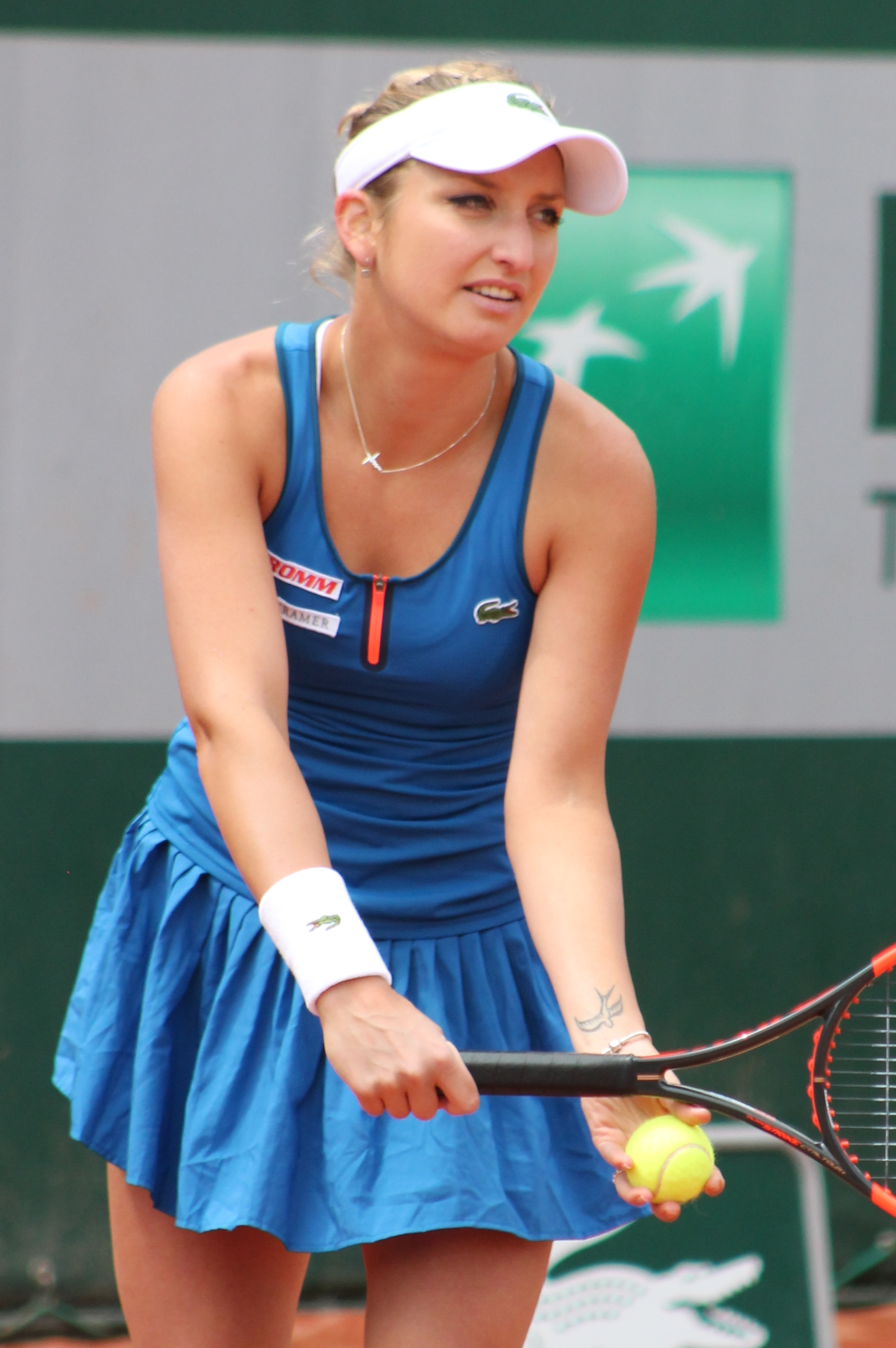
Timea Bacsinszká (* 1989)

- 1521 – Marie Portugalská, portugalská princezna, dcera Manuela I. († 10. října 1577)
- 1621 – Jean de La Fontaine, francouzský bajkař a člen Francouzské akademie († 13. dubna 1695)
- 1625 – Giovanni Domenico Cassini, italsko-francouzský astronom († 14. září 1712)
- 1633 – Juraj IV. Druget, župan Užské župy († 9. října 1661)
- 1671
  - Giuseppe Aldrovandini, italský hudební skladatel († 8. února 1707)
  - Tomaso Albinoni, italský hudební skladatel († 17. ledna 1751)
- 1724 – John Smeaton, anglický stavební inženýr a vědec († 28. října 1792)
- 1786 – Karel Ludvík Fridrich Bádenský, bádenský velkovévoda († 8. prosince 1818)
- 1810 – Robert Schumann, německý hudební skladatel († 29. července 1856)
- 1823 – Giuseppe Fiorelli, italský archeolog († 28. ledna 1896)
- 1829 – John Everett Millais, anglický malíř († 13. srpna 1896)
- 1830 – Alexandra Sasko-Altenburská, ruská velkokněžna († 6. července 1911)
- 1837 – Ivan Nikolajevič Kramskoj, ruský malíř († 5. dubna 1887)
- 1847 – Ida Saxton McKinleyová, manželka 25. prezidenta USA Williama McKinleye († 26. května 1907)
- 1807 – Ludwig Hohenegger, geolog a manažer průmyslových podniků († 25. srpna 1864)
- 1856 – Gevheri Kadınefendi, pátá manželka osmanského sultána Abdulazize († 6. září 1884)
- 1861 – Karl Gölsdorf, rakouský lokomotivní konstruktér († 18. března 1916)
- 1867 – Frank Lloyd Wright, americký architekt († 9. dubna 1959)
- 1879 – Ethel Thomsonová Larcombeová, anglická tenistka a badmintonistka († 11. srpna 1965)
- 1884 – Leo Birinski, dramatik, filmový scenárista a režisér židovského původu († 23. října 1951)
- 1892 – Nikolaj Nikolajevič Polikarpov, sovětský letecký konstruktér († 30. července 1944)
- 1893 – Oscar Torp, premiér Norska († 1. května 1958)
- 1895 – Santiago Bernabéu, španělský fotbalový funkcionář († 2. června 1978)
- 1903 – Marguerite Yourcenarová, francouzská spisovatelka († 17. prosince 1987)
- 1904
  - Henri Cartan, francouzský matematik († 13. srpna 2008)
  - Martin Hollý, slovenský herec a divadelní režisér († 1. října 1965)
  - Angus McBean, velšský fotograf († 9. června 1990)
- 1910 – John Wood Campbell jr., americký spisovatel sci-fi († 11. července 1971)
- 1916
  - Luigi Comencini, italský filmový režisér († 6. dubna 2007)
  - Francis Crick, britský molekulární biolog a fyzik, držitel Nobelovy ceny za fyziologii a medicínu († 2004)
- 1920 – Ivan Nikitovič Kožedub, sovětský válečný pilot († 8. srpna 1991)
- 1921
  - Ján Klimo, slovenský herec a divadelní režisér († 15. října 2001)
  - LeRoy Neiman, americký malíř († 20. června 2012)
  - Suharto, indonéský diktátor († 27. leden 2008)
- 1922 – Ernst Gisel, švýcarský architekt a pedagog († 6. května 2021)
- 1924 – Kenneth Waltz, americký politolog († 13. května 2013)
- 1925 – Barbara Bushová, manželka amerického prezidenta Georga Bushe († 17. dubna 2018)
- 1930 – Robert Aumann, izraelský matematik
- 1933 – Joan Riversová, americká herečka († 4. září 2014)
- 1936
  - Robert Floyd, americký informatik († 25. září 2001)
  - Kenneth G. Wilson, americký fyzik, držitel Nobelovy ceny za fyziku z roku 1982 († 15. června 2013)
- 1937
  - Gillian Clarke, velšská básnířka, dramatička a překladatelka
  - Bruce McCandless, americký důstojník a astronaut († 21. prosince 2017)
- 1938 – Angelo Amato, italský kardinál
- 1939
  - Norman Davies, britský historik
  - Bill Watrous, americký jazzový pozounista
- 1940 – Nancy Sinatra, americká zpěvačka a herečka
- 1941 – George Pell, australský kardinál
- 1942
  - Chuck Negron, americký zpěvák a skladatel
  - Jacques Dubochet, švýcarský biofyzik, nositel Nobelovy ceny za chemii
- 1943
  - Colin Baker, britský herec
  - Willie Davenport, americký atlet, olympijský vítěz v běhu na 110 metrů překážek († 17. června 2002)
- 1944
  - Marc Ouellet, kanadský kardinál, prefekt Kongregace pro biskupy
  - Boz Scaggs, americký zpěvák, skladatel a kytarista
- 1945
  - Mark Podwal, americký spisovatel, výtvarník, lékař a publicista († 13. září 2024)
  - Gyula Popély, slovenský historik a politik
- 1946 – Jana Kocianová, slovenská zpěvačka
- 1947
  - Julie Driscollová, anglická zpěvačka
  - Mick Box, kytarista britské rockové skupiny Uriah Heep
  - Joan La Barbara, americká zpěvačka a skladatelka
- 1949 – Hildegard Falck, německá olympijská vítězka v běhu na 800 metrů
- 1950 – Kathy Bakerová, americká herečka
- 1951
  - Claus Cornelius Fischer, německý spisovatel, překladatel a scenárista († 13. prosince 2020)
  - Bonnie Tyler, velšská zpěvačka a kytaristka
- 1953 – Jeff Rich, britský bubeník, člen Status Quo
- 1955
  - Griffin Dunne, americký herec, producent a režisér
  - Tim Berners-Lee, britský vynálezce World Wide Webu
- 1956 – Uri Caine, americký klavírista a hudební skladatel
- 1958 – Jakko Jakszyk, britský zpěvák a kytarista
- 1965 – Stanley Glen Love, americký astronom a astronaut
- 1967 – Julianna Margulies, americká herečka
- 1973 – Lexa Doig, kanadská herečka
- 1976 – Lindsay Davenportová, americká tenistka
- 1977 – Kanye West, americký zpěvák a rapper
- 1979 – Derek Trucks, americký kytarista
- 1981 – Rachael Cantu, americká zpěvačka-skladatelka
- 1982 – Naděžda Petrovová, ruská tenistka
- 1983
  - Kim Clijstersová, belgická tenistka
  - Juliana Fedaková, ukrajinská tenistka
- 1984
  - Torrey DeVitto, americká herečka
  - Javier Mascherano, argentinský fotbalový záložník
- 1986 – Andrej Sekera, slovenský hokejový obránce
- 1989 – Timea Bacsinszká, švýcarská tenistka
- 1993 – DeAnna Priceová, americká atletka, kladivářka
- 1997 – Jeļena Ostapenková, lotyšská tenistka

## Úmrtí

### Česko

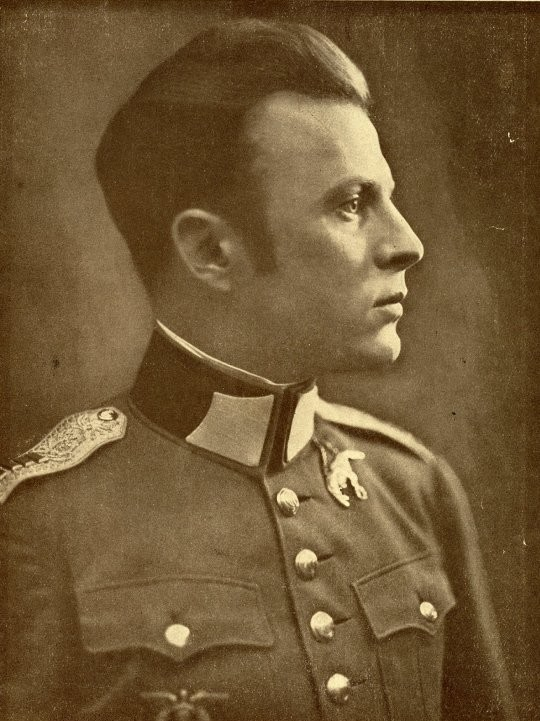
František Malkovský († 1930)

- 1870 – Vilém Veleba, československý politik († 23. února 1956)
- 1872 – František Cyril Kampelík, český lékař, národní buditel, spisovatel (* 28. června 1805)
- 1876 – Josef Dessauer, klavírista a hudební skladatel pocházející z Čech (* 28. května 1798)
- 1879 – Alois Hille, generální vikář litoměřické diecéze (* 29. ledna 1812)
- 1908 – Antonín Baťa, starší bratr Tomáše Bati (* 7. června 1874)
- 1924 – František Bareš, český pedagog, historik a muzejník (* 20. ledna 1851)
- 1930 – František Malkovský, první český akrobatický pilot (* 5. prosince 1897)
- 1932 – Eduard Šittler, kanovník kapituly sv. Petra a Pavla na Vyšehradě (* 17. června 1864)
- 1935 – Antoš Frolka, moravský malíř (* 13. června 1877)
- 1953 – Josef Černoch, český spisovatel (* 1. srpna 1873)
- 1958 – Eduard Outrata, československý ekonom, ministr exilové vlády (* 7. března 1898)
- 1966 – Cyril Žampach, katolický kněz, vysoký církevní hodnostář (* 10. června 1880)
- 1969 – Bohuslav Stočes, báňský vědec a rektor Vysoké školy báňské (* 20. srpna 1890)
- 1971 – Hugo Sáňka, legionář, středoškolský profesor, překladatel a jazykovědec (* 16. ledna 1887)
- 1973 – Vítězslav Vejražka, herec (* 9. května 1915)
- 1976 – František Foltýn, český malíř (* 9. června 1891)
- 1983 – Oldřich Švestka, komunistický novinář a politik (* 24. března 1922)
- 1985 – Otakar Vondrovic, český lékař a klavírista (* 23. listopadu 1908)
- 1987 – Vladimír Lébl, muzikolog, divadelní a hudební publicista (* 6. února 1928)
- 1995 – Truda Grosslichtová, herečka a zpěvačka (* 23. února 1912)
- 2012 – Jan Zemánek, český řeholník, politický vězeň (* 23. ledna 1925)
- 2013 – Vít Holubec, sportovní komentátor (* 8. října 1928)
- 2015 – Otakar Hořínek, olympionik, sportovní střelec (* 12. května 1929)

### Svět
- 632 – Mohamed, islámský prorok (* 570)
- 1042 – Hardiknut, král Dánska a Anglie (* 1018)
- 1376 – Eduard, nejstarší syn anglického krále Eduarda III. a Filipy z Hainaultu (* 15. června 1330)
- 1505 – Chung-č', čínský císař (* 30. července 1470)
- 1612 – Hans Leo Hassler, německý skladatel a varhaník (pokřtěn 26. října 1564)
- 1689 – Decio Azzolino, italský kardinál (* 11. dubna 1623)
- 1695 – Christian Huygens, význačný nizozemský matematik, fyzik a astronom (* 14. dubna 1629)
- 1714 – Žofie Hannoverská, hannoverská kurfiřtka, matka britského krále Jiřího I. (* 14. října 1630)
- 1716 – Jan Vilém Falcký, vévoda jülišský a bergský, kurfiřt (* 19. dubna 1658)
- 1727 – August Hermann Francke, německý teolog a pedagog (* 1663)
- 1768 – Johann Joachim Winckelmann, německý archeolog (* 1717)
- 1794 – Gottfried August Bürger, německý básník (* 1747)
- 1795 – Ludvík XVII., francouzský král (* 1785)
- 1796 – Felice de Giardini (Degiardino), italský houslista a hudební skladatel (* 1716)
- 1809 – Thomas Paine, anglický revolucionář a filosof (* 9. února 1737)
- 1845 – Andrew Jackson, 7. prezident Spojených států amerických (* 1767)
- 1862 – Hermenegild von Francesconi, italský železniční inženýr (* 9. října 1795)
- 1863 – Edward Harris, americký farmář a ornitolog (* 7. září 1799)
- 1876 – George Sand, francouzská spisovatelka (* 1804)
- 1886 – Ludvík Maria Bourbonský, hrabě z Trani a neapolsko-sicilský princ (* 1. srpna 1838)
- 1896 – Svatý Jakub Berthieu, francouzský misionář (* 26. listopadu 1838)
- 1905
  - Alexandr Culukidze, gruzínský revolucionář (* 1. listopadu 1876)
  - Leopold Hohenzollernský, otec druhého rumunského krále Ferdinanda I. (* 22. září 1835)
- 1906 – Christian Frederik Emil Horneman, dánský hudební skladatel (* 17. prosince 1840)
- 1916 – Luigi Accattatis, italský historik (* 1838)
- 1924 – George Mallory, britský horolezec (* 1886)
- 1945 – Robert Desnos, francouzský básník (* 4. července 1900)
- 1951 – Herman Hupfeld, americký hudební skladatel (* 1. února 1894)
- 1953 – Sam Hood, australský portrétní fotograf (* 20. srpna 1872)
- 1956 – Marie Laurencin, francouzská malířka a básnířka (* 31. října 1883)
- 1959
  - Pietro Canonica, italský sochař (* 1. března 1869)
  - Leslie Johnson, britský automobilový závodník (* 1912)
- 1963 – Chajim Boger, izraelský politik (* 1876)
- 1966 – Joseph Walker, americký pilot a astronaut (* 10. února 1921)
- 1970 – Abraham Maslow, americký psycholog (* 1. dubna 1908)
- 1973
  - Walter Dexel, německý malíř a grafik (* 7. února 1890)
  - Tubby Hayes, britský jazzový hudebník (* 30. ledna 1935)
- 1976 – Michail Jefimovič Katukov, velitel tankových a mechanizovaných vojsk Rudé armády (* 17. září 1900)
- 1979 – Reinhard Gehlen, generál Wehrmachtu (* 3. dubna 1902)
- 1980 – Ernst Busch, německý zpěvák, herec a režisér (* 22. ledna 1900)
- 1982 – Ivan Mistrík, slovenský herec (* 15. října 1935)
- 1983
  - John Lintner, americký ekonom (* 9. února 1916)
  - Miško Kranjec, slovinský spisovatel, novinář a politik (* 15. září 1908)
- 1997 – Amos Tutuola, nigerijský spisovatel (* 20. června 1920)
- 2002 – Lino Tonti, italský motocyklový inženýr (* 16. září 1920)
- 2004 – Peter Debnár, slovenský herec a divadelní režisér (* 1941)
- 2007
  - Aden Abdullah Osman Daar, první somálský prezident, v letech 1960–1967 (* 1908)
  - Richard Rorty, americký filozof (* 4. října 1931)
- 2008 – Peter Rühmkorf, německý spisovatel a básník (* 25. října 1929)
- 2009 – Omar Bongo, gabonský prezident (* 30. prosince 1935)
- 2011 – Anatole Abragam, francouzský fyzik (* 5. prosince 1914)
- 2013 – Joram Kanjuk, izraelský spisovatel a malíř (* 2. května 1930)
- 2018 – Anthony Bourdain, americký kuchař, novinář a moderátor (* 25. června 1956)
- 2023 – Renato Longo, italský cyklokrosař (* 9. srpna 1937)

## Svátky

### Česko
- Medard
- Pěva

### Svět
- Světový den oceánů
- Světový den boje proti nádorům mozku (od roku 2000)[1]
- Slovensko: Medard
- Norfolk Islands: Bounty Day

### Liturgický kalendář
- Sv. Medard
- Sv. Vilém

## Pranostiky

### Česko
- Jaký na Medarda čas, taký čtyřicet dní zas.
- Jaký čas bude na svatého Medarda, takový bude čtyřicet dní pořád.
- Jaké počasí na Medarda bývá, šest neděl trvání má.
- Jaký den Medard zasvětí, také budou senoseči.
- Jaký je počas o svatém Medardu, takové je o žních.
- Jaké počasí o Medardu bývá, takové se v létě po něm ozývá.
- Jasný den na Medarda tiší rolníkovo naříkání.
- Když dne 8. června prší, tedy pršívá přes celý měsíc.
- Když na Medarda prší, ještě čtyřicet dní po sobě pršeti má.
- Medardův dýšť – čtyřicet dní plíšť.
- Medardova krápě – čtyřicet dní kape.
- Medardova kápě – čtyřicet dní kape.
- Prší-li na svatého Medarda, prší ještě čtyřicet dní po sobě a zkazí se sena.
- Když Medard se rozvodní, pršívá šest týdní.
- Když na Medarda prší, voda břehy vrší.
- Když na Medarda prší, těžko se seno suší.
- Prší-li na Medarda, pohanka v zemi hartá.
- Pláče-li Medard, i ječmen zapláče.
- Prší-li na svatého Medarda, budou žně deštivé.
- Prší-li na Medarda a Prokopa, shnije mandel i kopa.
- Svatý Medard nepřináší více žádný mráz, který by mohl uškodit vinnému keři.
- Medard nemá mrazův více, by nezmrzly nám vinice.
- Kdo na Medarda zasívá, hojnost lnu i zelí mívá.